# Campeonato Sudamericano 1926/Spiele
Diese Seite ist eine Unterseite zum Artikel Campeonato Sudamericano 1926, der über dieses Turnier für Fußballnationalmannschaften Südamerikas informiert.
| Pl. | Land        | Sp. | S | U | N | Tore    | Diff. | Punkte |
| --- | ----------- | --- | - | - | - | ------- | ----- | ------ |
| 1.  | Uruguay     | 4   | 4 | 0 | 0 | 017:200 | +15   | 08:0   |
| 2.  | Argentinien | 4   | 2 | 1 | 1 | 014:300 | +11   | 05:30  |
| 3.  | Chile       | 4   | 2 | 1 | 1 | 014:600 | +8    | 05:30  |
| 4.  | Paraguay    | 4   | 1 | 0 | 3 | 008:200 | −12   | 02:60  |
| 5.  | Bolivien    | 4   | 0 | 0 | 4 | 002:240 | −22   | 0:80   |

## Chile – Bolivien 7:1 (4:0)
| Chile                                                          | Chile | Bolivien | Bolivien |
| -------------------------------------------------------------- | --- | --- | -------- |
| Chile                                                          | \| 12. Oktober 1926 in Santiago de Chile (Estadio Sport de Nuñoa) \| \| Zuschauer: 12.000 \| \| Schiedsrichter: Noberto Luis Gallieri ( Argentinien) \|        | \| 12. Oktober 1926 in Santiago de Chile (Estadio Sport de Nuñoa) \| \| Zuschauer: 12.000 \| \| Schiedsrichter: Noberto Luis Gallieri ( Argentinien) \| | Bolivien |
| Chile                                                          | Hill – Veloso, Poirier – Sánchez, Saavedra, González – García, Subiabre, Ramírez, Arellano, Moreno                                                             | Bermúdez – Chavarría, Lara – J. Soto, Sáinz, Angulo – C. Soto, Méndez, Aguilar, Bustamante, Alborta                                                     | Bolivien |
| Chile                                                          | 1:0 Ramírez (10.) 2:0 Subiabre (14.) 3:0 Arellano (15.) 4:0 Arellano (41.) 5:0 Moreno (47., direkt verwandelter Eckball) 6:1 Arellano (80.) 7:1 Arellano (84.) | 5:1 Aguilar (55.) | Bolivien |
| 12. Oktober 1926 in Santiago de Chile (Estadio Sport de Nuñoa) | | |          |
| Zuschauer: 12.000                                              | | |          |
| Schiedsrichter: Noberto Luis Gallieri ( Argentinien)           | | |          |

## Argentinien – Bolivien 5:0 (4:0)
| Argentinien                                                    | Argentinien | Bolivien | Bolivien |
| -------------------------------------------------------------- | --- | --- | -------- |
| Argentinien                                                    | \| 16. Oktober 1926 in Santiago de Chile (Estadio Sport de Nuñoa) \| \| Zuschauer: 8.000 \| \| Schiedsrichter: Aníbal Tejada ( Uruguay) \| | \| 16. Oktober 1926 in Santiago de Chile (Estadio Sport de Nuñoa) \| \| Zuschauer: 8.000 \| \| Schiedsrichter: Aníbal Tejada ( Uruguay) \| | Bolivien |
| Argentinien                                                    | Díaz – Bidoglio, Muttis – Médici, Vaccaro, Fortunato – Tarasconi, Cherro, Sosa, Delgado, De Miguel                                         | Bermúdez – Urriolagoitía, Lara – J. Soto, Sáinz, Valderrama – C. Soto, Méndez, Aguilar, Bustamante, Alborta                                | Bolivien |
| Argentinien                                                    | 1:0 Cherro (9.) 2:0 Cherro (19.) 3:0 Sosa (31.) 4:0 Delgado (43.) 5:0 De Miguel (74.)                                                      | | Bolivien |
| 16. Oktober 1926 in Santiago de Chile (Estadio Sport de Nuñoa) | | |          |
| Zuschauer: 8.000                                               | | |          |
| Schiedsrichter: Aníbal Tejada ( Uruguay)                       | | |          |

## Chile – Uruguay 1:3 (0:2)
| Chile                                                          | Chile | Uruguay | Uruguay |
| -------------------------------------------------------------- | --- | --- | ------- |
| Chile                                                          | \| 17. Oktober 1926 in Santiago de Chile (Estadio Sport de Nuñoa) \| \| Zuschauer: 13.000 \| \| Schiedsrichter: Pedro José Malbrán ( Chile) \| | \| 17. Oktober 1926 in Santiago de Chile (Estadio Sport de Nuñoa) \| \| Zuschauer: 13.000 \| \| Schiedsrichter: Pedro José Malbrán ( Chile) \| | Uruguay |
| Chile                                                          | Cortés – Veloso, Poirier – Sánchez, Saavedra, González – García, Subiabre, Olguín, Arellano, Moreno                                            | Batignani – Nasazzi, Recoba – Andrade, Fernández, Vanzzino – Urdinarán, Scarone, Borjas, Castro, Saldombide                                    | Uruguay |
| Chile                                                          | 1:3 Subiabre (65., Elfmeter) | 0:1 Borjas (22.) 0:2 Castro (32.) 0:3 Scarone (55.)                                                                                            | Uruguay |
| 17. Oktober 1926 in Santiago de Chile (Estadio Sport de Nuñoa) | | |         |
| Zuschauer: 13.000                                              | | |         |
| Schiedsrichter: Pedro José Malbrán ( Chile)                    | | |         |

## Argentinien – Paraguay 8:0 (5:0)
| Argentinien                                                    | Argentinien | Paraguay | Paraguay |
| -------------------------------------------------------------- | --- | --- | -------- |
| Argentinien                                                    | \| 20. Oktober 1926 in Santiago de Chile (Estadio Sport de Nuñoa) \| \| Zuschauer: 3.000 \| \| Schiedsrichter: Francisco Jiménez ( Chile) \| | \| 20. Oktober 1926 in Santiago de Chile (Estadio Sport de Nuñoa) \| \| Zuschauer: 3.000 \| \| Schiedsrichter: Francisco Jiménez ( Chile) \| | Paraguay |
| Argentinien                                                    | Díaz – Bidoglio, Muttis – Médici, Vaccaro, Fortunato – Tarasconi, Cherro, Sosa, Delgado, De Miguel                                           | Recalde – Rolón, Sirvent – Brizuela, Fleitas-Solich, L. Nessi – G. Nessi, C. Ramírez, López, Domínguez, Fretes                               | Paraguay |
| Argentinien                                                    | 1:0 Sosa (11.) 2:0 Cherro (16.) 3:0 Sosa (32.) 4:0 Delgado (40.) 5:0 Delgado (42.) 6:0 De Miguel (52.) 7:0 Sosa (59.) 8:0 Sosa (87.)         | | Paraguay |
| 20. Oktober 1926 in Santiago de Chile (Estadio Sport de Nuñoa) | | |          |
| Zuschauer: 3.000                                               | | |          |
| Schiedsrichter: Francisco Jiménez ( Chile)                     | | |          |

## Paraguay – Bolivien 6:1 (0:1)
| Paraguay                                                       | Paraguay | Bolivien | Bolivien |
| -------------------------------------------------------------- | --- | --- | -------- |
| Paraguay                                                       | \| 23. Oktober 1926 in Santiago de Chile (Estadio Sport de Nuñoa) \| \| Zuschauer: 2.000 \| \| Schiedsrichter: Aníbal Tejeda ( Uruguay) \| | \| 23. Oktober 1926 in Santiago de Chile (Estadio Sport de Nuñoa) \| \| Zuschauer: 2.000 \| \| Schiedsrichter: Aníbal Tejeda ( Uruguay) \| | Bolivien |
| Paraguay                                                       | Denis – Rolón, Sirvent – Duarte, Brizuela, Fleitas-Solich – L. Nessi, J. Ramírez, C. Ramírez, López, Fretes                                | Bermúdez – Chavarría, Lara – J. Soto, Sáinz, Valderrama – C. Soto, Méndez, Aguilar, Bustamante, Alborta                                    | Bolivien |
| Paraguay                                                       | 1:1 López (57.) 2:1 C.Ramírez (68.) 3:1 C.Ramírez (72.) 4:1 J.Ramírez (76.) 5:1 López (81.) 6:1 C.Ramírez (88.)                            | 0:1 C. Soto (5.) | Bolivien |
| 23. Oktober 1926 in Santiago de Chile (Estadio Sport de Nuñoa) | | |          |
| Zuschauer: 2.000                                               | | |          |
| Schiedsrichter: Aníbal Tejeda ( Uruguay)                       | | |          |

## Uruguay – Argentinien 2:0 (1:0)
| Uruguay                                                        | Uruguay | Argentinien | Argentinien |
| -------------------------------------------------------------- | --- | --- | ----------- |
| Uruguay                                                        | \| 24. Oktober 1926 in Santiago de Chile (Estadio Sport de Nuñoa) \| \| Zuschauer: 15.000 \| \| Schiedsrichter: Miguel Barba ( Paraguay) \| | \| 24. Oktober 1926 in Santiago de Chile (Estadio Sport de Nuñoa) \| \| Zuschauer: 15.000 \| \| Schiedsrichter: Miguel Barba ( Paraguay) \| | Argentinien |
| Uruguay                                                        | Batignani – Nasazzi, Recoba – Andrade, Fernández, Vanzzino – Urdinarán, Scarone, Borjas, Castro, Saldombide                                 | Díaz – Bidoglio, Cochrane – Médici, Vaccaro, Conti – Tarasconi, Cherro, Sosa, Delgado, De Miguel                                            | Argentinien |
| Uruguay                                                        | 1:0 Borjas (22.) 2:0 Castro (73.) | | Argentinien |
| 24. Oktober 1926 in Santiago de Chile (Estadio Sport de Nuñoa) | | |             |
| Zuschauer: 15.000                                              | | |             |
| Schiedsrichter: Miguel Barba ( Paraguay)                       | | |             |

## Uruguay – Bolivien 6:0 (4:0)
| Uruguay                                                        | Uruguay | Bolivien | Bolivien |
| -------------------------------------------------------------- | --- | --- | -------- |
| Uruguay                                                        | \| 28. Oktober 1926 in Santiago de Chile (Estadio Sport de Nuñoa) \| \| Zuschauer: 8.000 \| \| Schiedsrichter: Juan Pedro Barbera ( Argentinien) \| | \| 28. Oktober 1926 in Santiago de Chile (Estadio Sport de Nuñoa) \| \| Zuschauer: 8.000 \| \| Schiedsrichter: Juan Pedro Barbera ( Argentinien) \| | Bolivien |
| Uruguay                                                        | Batignani – Nasazzi, Recoba – Ghierra, Fernández, Vanzzino – Urdinarán, Scarone, Romano, Castro, Saldombide                                         | Araníbar – Chavarría, Lara – J. Soto, Sáinz, Valderrama – C. Soto, Méndez, Aguilar, Bustamante, Alborta                                             | Bolivien |
| Uruguay                                                        | 1:0 Scarone (9.) 2:0 Scarone (12.) 3:0 Scarone (28.) 4:0 Scarone (39.) 5:0 Romano (67.) 6:0 Scarone (81.)                                           | | Bolivien |
| 28. Oktober 1926 in Santiago de Chile (Estadio Sport de Nuñoa) | | |          |
| Zuschauer: 8.000                                               | | |          |
| Schiedsrichter: Juan Pedro Barbera ( Argentinien)              | | |          |

## Chile – Argentinien 1:1 (1:1)
| Chile                                                          | Chile | Argentinien | Argentinien |
| -------------------------------------------------------------- | --- | --- | ----------- |
| Chile                                                          | \| 31. Oktober 1926 in Santiago de Chile (Estadio Sport de Nuñoa) \| \| Zuschauer: 8.000 \| \| Schiedsrichter: Miguel Barba ( Paraguay) \| | \| 31. Oktober 1926 in Santiago de Chile (Estadio Sport de Nuñoa) \| \| Zuschauer: 8.000 \| \| Schiedsrichter: Miguel Barba ( Paraguay) \| | Argentinien |
| Chile                                                          | Cortés – Veloso, Poirier – Toro, Saavedra, González – Muñoz, Subiabre, Olguín, Arellano, Ramírez                                           | Díaz – Bidoglio, Muttis – Médici, Vaccaro, Fortunato – Tarasconi, Cherro, Sosa, Delgado, Perducca                                          | Argentinien |
| Chile                                                          | 1:0 Saavedra (25.) | 1:1 Tarasconi (42.) | Argentinien |
| 31. Oktober 1926 in Santiago de Chile (Estadio Sport de Nuñoa) | | |             |
| Zuschauer: 8.000                                               | | |             |
| Schiedsrichter: Miguel Barba ( Paraguay)                       | | |             |

## Uruguay – Paraguay 6:1 (3:0)
| Uruguay                                                        | Uruguay | Paraguay | Paraguay |
| -------------------------------------------------------------- | --- | --- | -------- |
| Uruguay                                                        | \| 1. November 1926 in Santiago de Chile (Estadio Sport de Nuñoa) \| \| Zuschauer: 12.000 \| \| Schiedsrichter: Francisco Jiménez ( Chile) \| | \| 1. November 1926 in Santiago de Chile (Estadio Sport de Nuñoa) \| \| Zuschauer: 12.000 \| \| Schiedsrichter: Francisco Jiménez ( Chile) \| | Paraguay |
| Uruguay                                                        | Batignani – Nasazzi, Recoba – Andrade, Fernández, Vanzzino – Urdinarán, Scarone, Romano, Castro, Saldombide                                   | Denis – Rolón, Sirvent – Duarte, Brizuela, Fleitas-Solich – L. Nessi, Vargas-Peña, C. Ramírez, Domínguez, Fretes                              | Paraguay |
| Uruguay                                                        | 1:0 Castro (16.) 2:0 Castro (23.) 3:0 Castro (32.) 4:0 Saldombide (47., Elfmeter) 5:1 Castro (72.) 6:1 Saldombide (82.)                       | 4:1 Fleitas-Solich (58., Elfmeter) | Paraguay |
| 1. November 1926 in Santiago de Chile (Estadio Sport de Nuñoa) | | |          |
| Zuschauer: 12.000                                              | | |          |
| Schiedsrichter: Francisco Jiménez ( Chile)                     | | |          |

## Chile – Paraguay 5:1 (2:0)
| Chile                                                          | Chile | Paraguay | Paraguay |
| -------------------------------------------------------------- | --- | --- | -------- |
| Chile                                                          | \| 3. November 1926 in Santiago de Chile (Estadio Sport de Nuñoa) \| \| Zuschauer: 6.000 \| \| Schiedsrichter: Aníbal Tejada ( Uruguay) \| | \| 3. November 1926 in Santiago de Chile (Estadio Sport de Nuñoa) \| \| Zuschauer: 6.000 \| \| Schiedsrichter: Aníbal Tejada ( Uruguay) \| | Paraguay |
| Chile                                                          | Cortés – Figueroa, Poirier – Morales, Saavedra, González – Moreno, Subiabre, Olguín, Arellano, Ramírez                                     | Denis – Rolón, Sirvent – Duarte, Brizuela, Fleitas-Solich – L. Nessi, Vargas-Peña, C. Ramírez, J. Ramírez, López                           | Paraguay |
| Chile                                                          | 1:0 Arellano (21.) 2:0 Ramírez (42.) 3:0 Arellano (64.) 4:1 Arellano (71.) 5:1 Ramírez (82.)                                               | 3:1 Vargas-Peña (67.) | Paraguay |
| 3. November 1926 in Santiago de Chile (Estadio Sport de Nuñoa) | | |          |
| Zuschauer: 6.000                                               | | |          |
| Schiedsrichter: Aníbal Tejada ( Uruguay)                       | | |          |